# 平岡頼重
平岡 頼重（ひらおか よりしげ、? - 寛文13年9月10日（1673年10月19日））は、江戸時代前期の旗本。美濃徳野藩の世継であった。徳野藩2代藩主・平岡頼資の次男。母は内藤政長の娘。正室は山角時平の娘（内藤頼長の養女）。養子に平岡頼恒（有馬康純の三男）。
徳野藩嫡子であったが、父の晩年に庶兄の平岡新十郎と家督争いを起こしたため、承応2年（1653年）の父の死後、徳野藩は改易となった。しかし、頼重には美濃国羽栗郡、中島郡内に1000石が与えられて家名存続が許され、最終的には6000石の大身旗本として明治維新まで存続した。